# Riccò (cràter)
|  | No s'ha de confondre amb Rocca (cràter) o Rocco (cràter). |

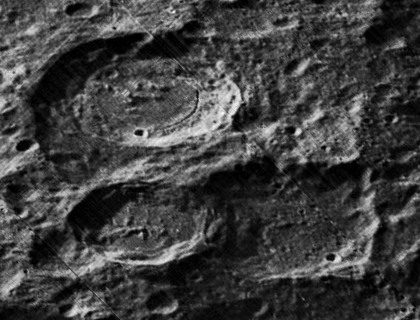
Vista obliqua de Karpinskiy (a dalt esquerra), Ricco (a baix esquerra), i Milankovič (a baix dreta), des de la Lunar Orbiter 5.

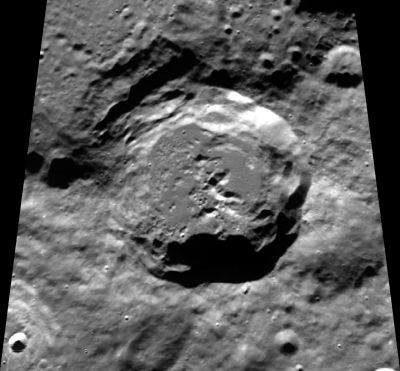
Fotografia de la missió Clementine (1994).

Ricco és un cràter d'impacte pertanyent a la part nord de la cara oculta de la Lluna. Es troba sobre el bord sud-est del cràter més gran Milankovič. A menys d'un diàmetre al sud-oest es troba Karpinskiy, mentre que al sud-est apareix Roberts.

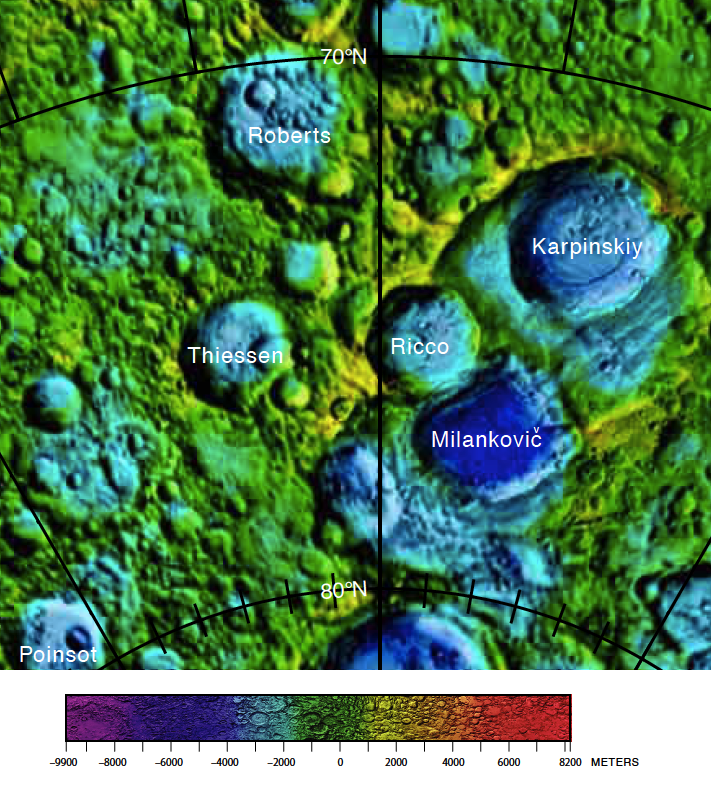
Localització de Ricco (centre de la imatge)

És una formació relativament recent que no ha estat degradada per l'erosió d'altres impactes. El llavi de la vora està ben definit excepte en el sud-oest. En aquest faldó lateral els materials ejectats de Karpinsky se superposen al brocal, arribant fins a la vora del sòl interior. La resta de la paret interna té una caiguda uniforme en alguns llocs, i amb una part superior escarpada i en unes altres de material terraplena. Els terraplenats més extensos se situen en el costat nord-oest, on la vora envaeix prop de la quarta part del sòl de Milankovič.
El sòl interior de Ricco posseeix zones anivellades que envolten una formació de crestes al voltant del punt central. La més prominent d'aquestes crestes es troba en el costat nord-est del punt central. Presenta una altra cresta més petita situada al sud i una cresta baixa en el sòl del sector nord. Així mateix, diversos pujols baixos s'aixequen sobre el sòl del cràter.